# Parahybos melas
Parahybos melas är en tvåvingeart som beskrevs av Mario Bezzi 1912. Parahybos melas ingår i släktet Parahybos och familjen puckeldansflugor.
Artens utbredningsområde är Taiwan. Inga underarter finns listade i Catalogue of Life.